# Shane O'Brien
Shane Joseph O'Brien (Auckland, 27 settembre 1960) è un ex canottiere neozelandese.

## Palmarès

### Olimpiadi
- 1 medaglia:
  - 1 oro (Los Angeles 1984 nel quattro senza)

### Mondiali
- 2 medaglie:
  - 1 argento (Edimburgo 1986 nel quattro senza)
  - 1 bronzo (Edimburgo 1986 nell'otto)